# Sulphur, Oklahoma
Sulphur är administrativ huvudort i Murray County i Oklahoma. Enligt 2010 års folkräkning hade Sulphur 4 929 invånare. I Sulphur finns Chickasaw Cultural Center, ett museum om chickasawer och deras historia.